# Ramal Pedegua-Petorca
El Ramal Pedegua-Petorca (o ferrocarril de Pedegua a Petorca) fue un ramal ferroviario inaugurado el día 6 de marzo de 1927 que tenía como finalidad unir a la localidad de Pedegua con el poblado de Petorca en la región de Valparaíso. Este ramal fue parte del tramo interior del Longitudinal Norte uniéndose a la línea principal a través de la estación Pedegua. El ramal contó con cuatro estaciones, incluyendo la de Pedegua. Durante la década de 1965 el ferrocarril fue cerrado.

## Historia

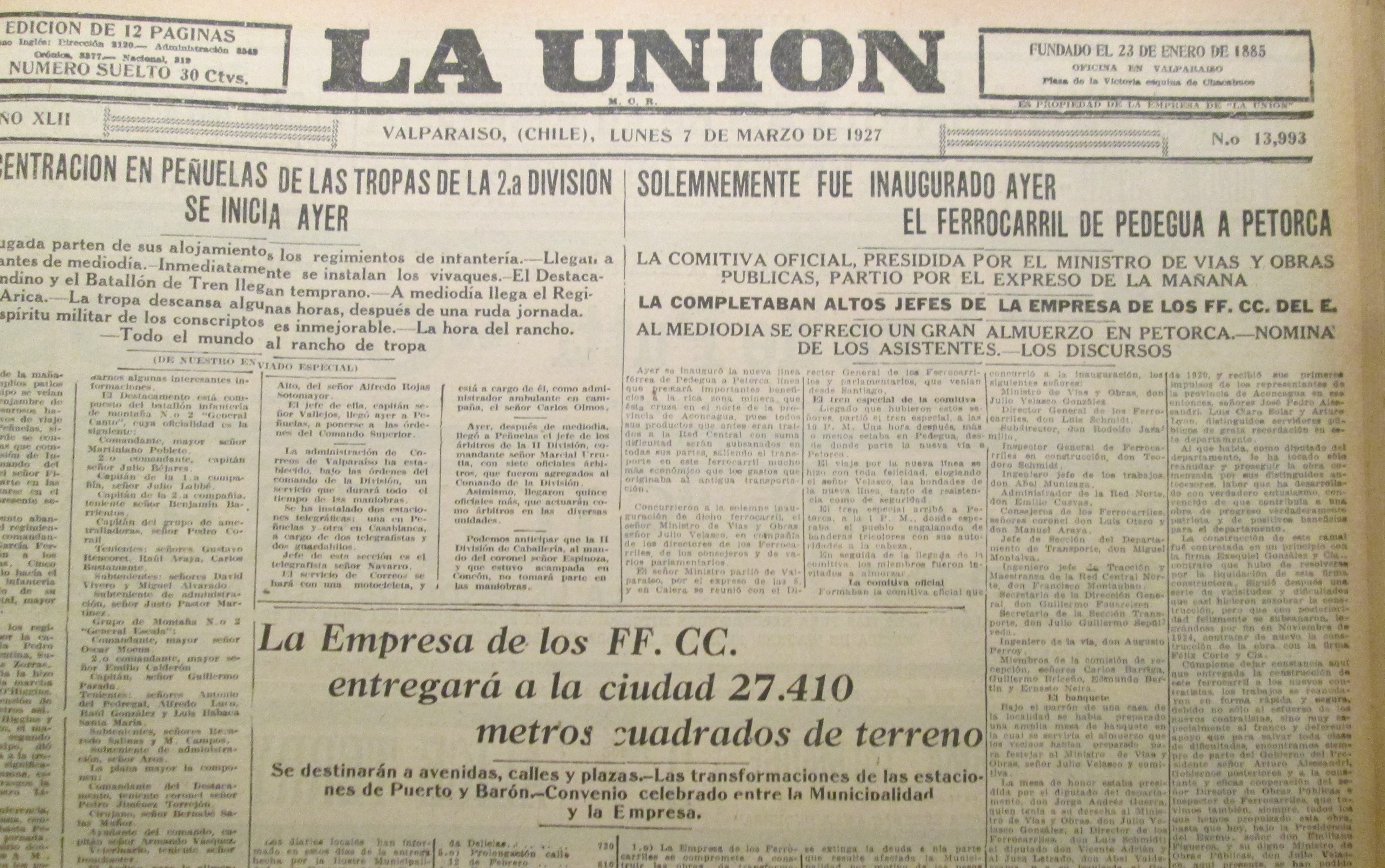
Inauguración Ramal Pedegua Petorca

El ramal es parte de las obras del estado chileno para generar infraestructura que apoye la economía; el proyecto fue licitado públicamente para obtener los estudios de construcción. El 21 de diciembre de 1921 se propone en la Cámara de Diputados la creación de un ramal ferroviario de Pedegua a Petorca. El proyecto, sin embargo fue descartado debido a errores en su planificación y a que existió un acuerdo entre un empresario y el ingeniero para modificar la ruta del ferrocarril, develado por el diputado Ismael Edwards Matte.
El primer ferrocarril en llegar desde Pedegua hasta Petorca lo hizo en 1924.
Hasta 1929 existió el plan de extender el servicio hasta Chincolco, sin embargo eso nunca se llevó a cabo.
Con el cierre del tramo interior del Longitudinal Norte, hacia 1958 este ramal fue anexado a un nuevo "ramal" que se originaba en estación Rayado y finalizaba en estación Petorca.
Para la década de 1960 no corrían servicios y para 1965 el ferrocarril fue levantado ya que no operaba. Mediante decreto del 19 de enero de 1960 se había autorizado suprimir y levantar el ramal.

## Infraestructura
El ramal poseía una trocha métrica (1000 mm). Contó con cuatro estaciones:
- Estación Pedegua
- Estación Hierro Viejo
- Estación Manuel Montt
- Estación Petorca

## Literatura complementaria
- Ulzurrún, Javiera. «Lineamientos para la puesta en valor patrimonial de la Provincia de Petorca - Casiopea». wiki.ead.pucv.cl. Consultado el 11 de abril de 2020.
- Oyarzún Moreno, Domingo (1931). A través de Chile: guía del viajero. Universitaria. Consultado el 11 de abril de 2020.